# Hammeren

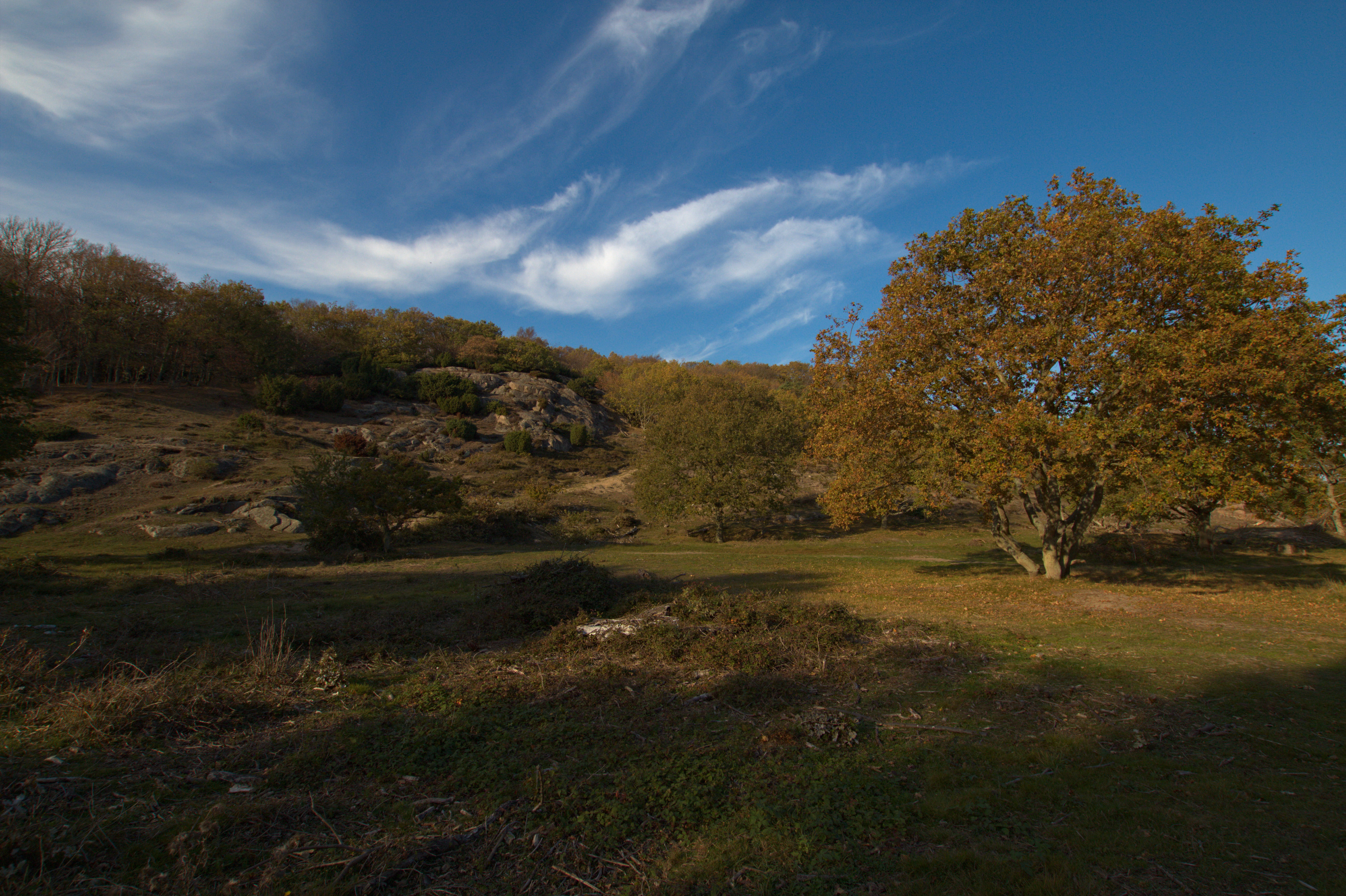
Hammerknuden, Herbst 2018

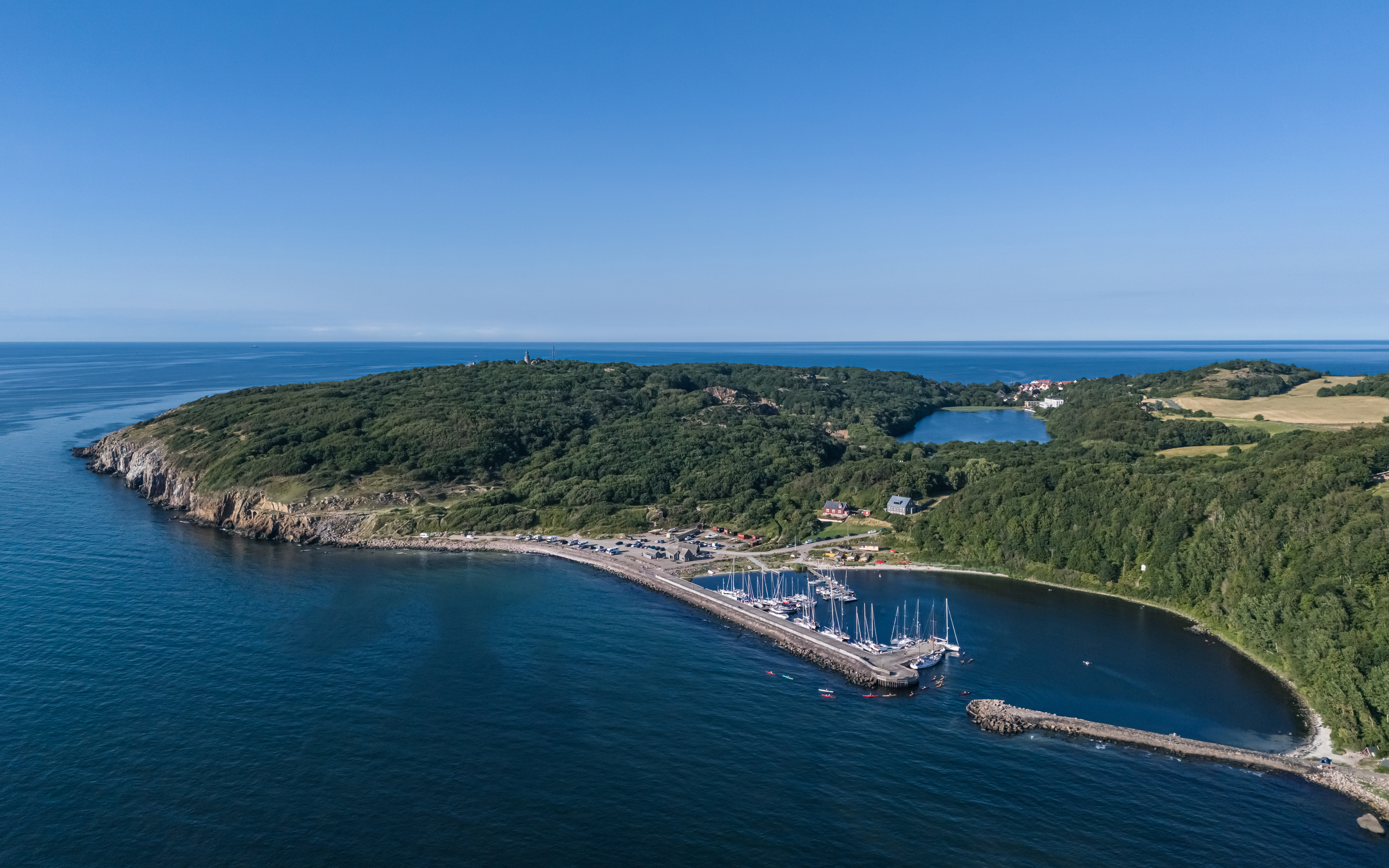
Hammeren - Hammerhafen, 2024

Hammeren (auch Hammerknuden) ist ein Schutzgebiet und eine Landzunge an der nördlichsten Spitze der dänischen Insel Bornholm. Der Name Hammerknuden bedeutet zu deutsch etwa "hammerförmiger Granitfelsen". Die Landzunge ragt in die Bucht Sæne Bugt hinein. In der Umgebung befinden sich auch der Hammersø, der größte See der Insel und der einzige Tarn in Dänemark, und ein 84 Meter hoher Hügel namens Stejlebjerg (oder Stieleberg). Hammeren fällt nach Südwesten sehr steil ab, Richtung Nordosten immer flacher. Die Landspitze wird vom Rest der Insel durch ein Tal getrennt.

## Geografie
Hammeren besitzt Klippen, die 26 Meter aus der Ostsee ragen, und einen Grabenbruch, der Hammeren von der Umgebung trennt. Der Hammerknuden umfasst eine 182 Hektar große Fläche felsiger Granitformationen mit einigen Höhlen. Das Gebiet war einst mit Heidekraut und Adlerfarn bedeckt, ist aber wegen übermäßiger Weidebewirtschaftung heute fast unbedeckt.

Im Gebiet des Hammeren befindet sich außerdem der größte See Bornholms, der sogenannte Hammersø (Hammersee), und ein tiefer, opalfarbener Teich namens Opalsø, der von den felsigen Hängen eines ehemaligen Granit-Steinbruchs umgeben ist. Das Gebiet besteht etwa zur Hälfte aus Felsen und zu je einem Viertel aus Wald und kultiviertem Land. Der komplette Hammerknuden ist heutzutage ein geschütztes Naturschutzreservat. Es gibt einige Wanderwege, die Hammeren mit Sandvig und der Burgruine Hammershus verbinden.

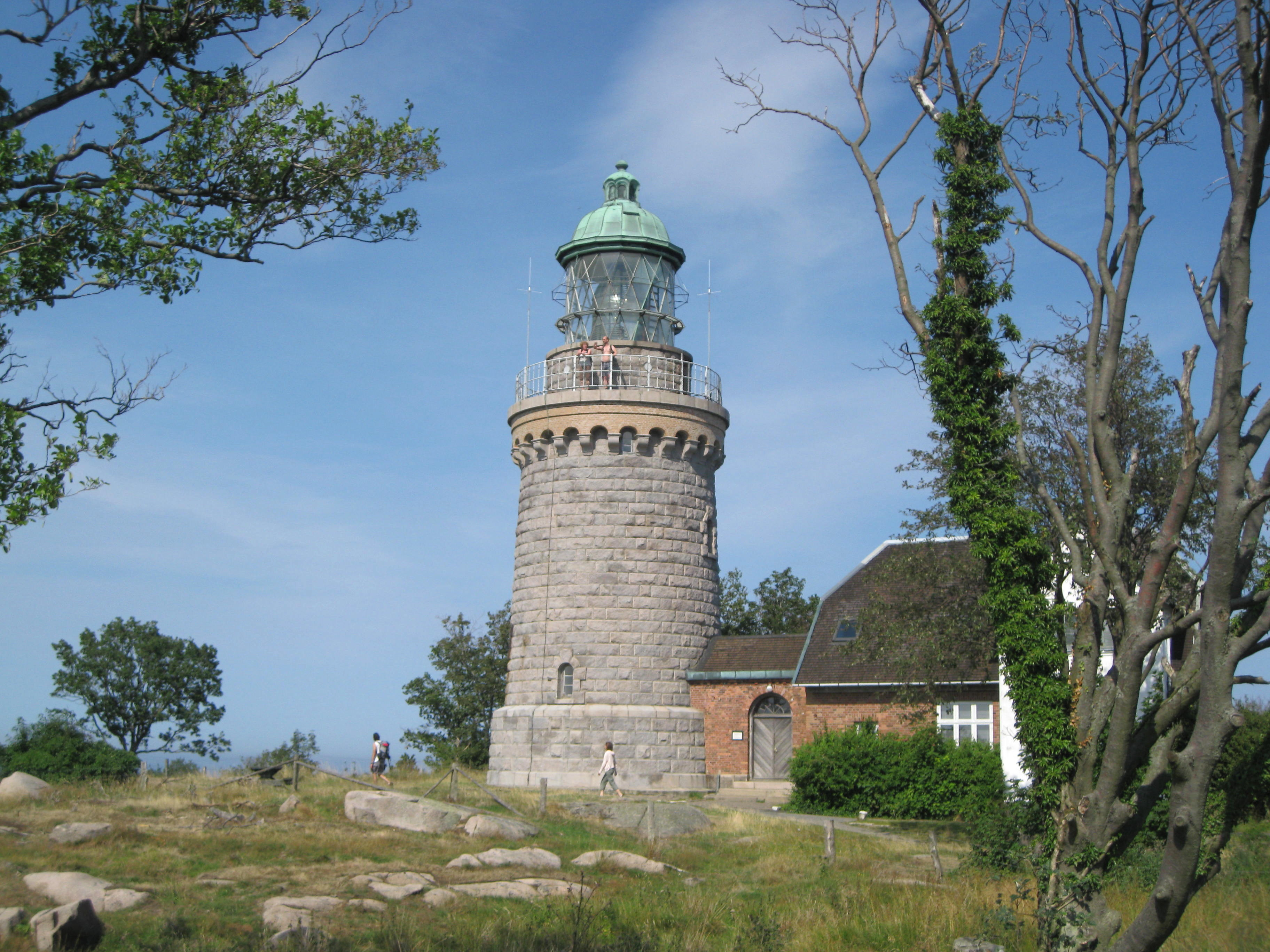
Leuchtturm Hammeren Fyr

 Der Weg entlang der nördlichen Felsrands führt zum Leuchtturm Hammerodde Fyr an der Nordspitze, bevor er als Wanderpfad bis zum Südosten des Hafens  Hammerhavn weiterführt.

## Sehenswürdigkeiten
Im Schutzgebiet befindet sich der ehemalige Steinbruch Hammerbruddet mit dem Opalsø. Weitere Sehenswürdigkeiten sind die beiden Leuchttürme Hammeren Fyr im Zentrum des Schutzgebietes und Hammerenodde Fyr an der Nordspitze

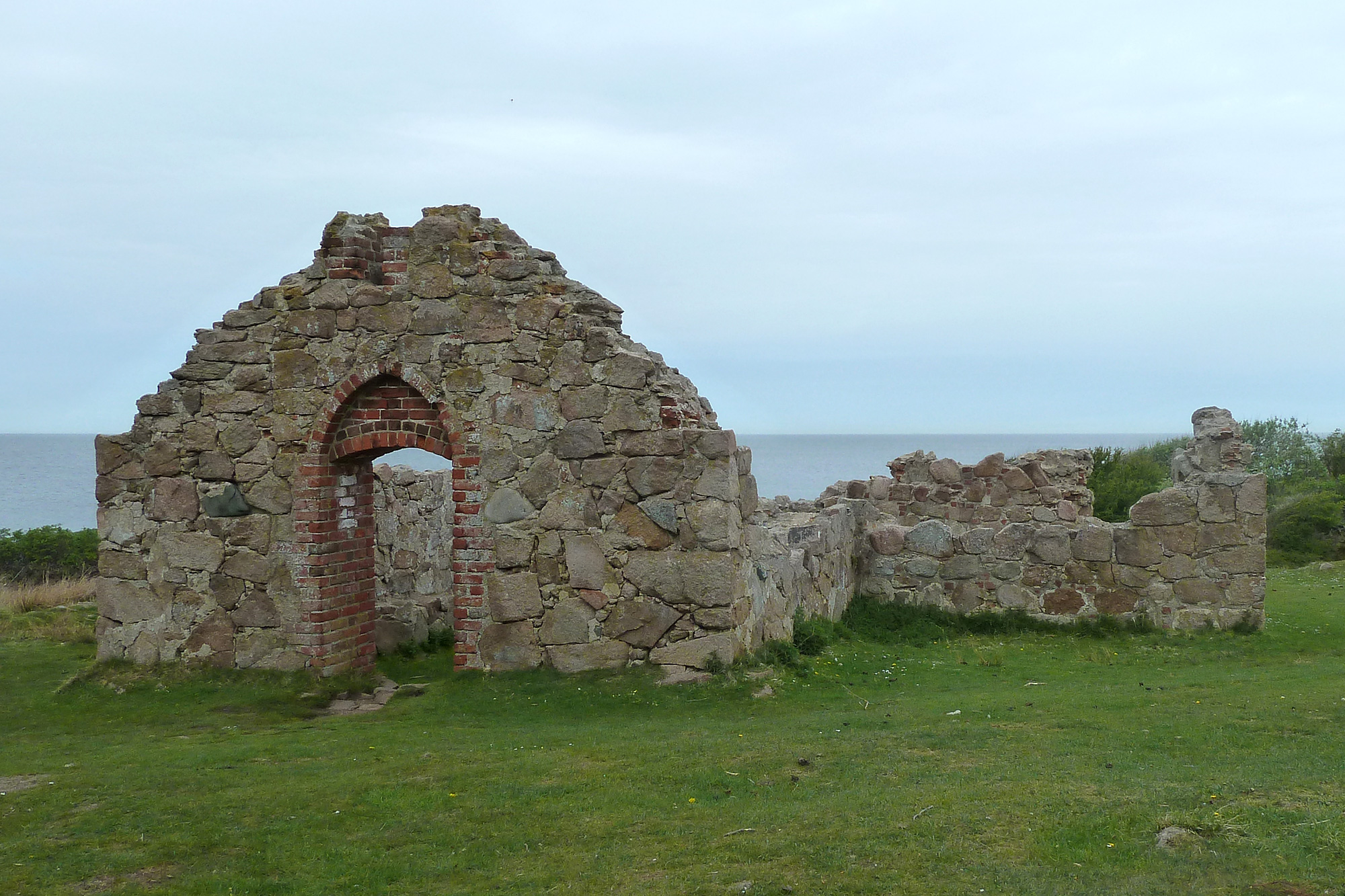
Salomons Kapel

Nahe der Küste sind nördlich des Hammeren Fyr die Ruinen von Salomons Kapel (Salomons Kapelle) erkennbar.
Koordinaten: 55° 17′ 6″ N, 14° 45′ 36″ O